# Kohei Yamamoto
Kohei Yamamoto (山本幸平, Yamamoto Kōhei, Makubetsu, 20 de agosto de 1985) é um ciclista olímpico japonês.
Nos Jogos Olímpicos de Verão de 2012, ele competiu no cross-country masculino, na Hadleigh Farm,(inglês) terminando em 27º lugar. Atualmente, compete para a equipe Specialized Racing.